# Batería de tracción

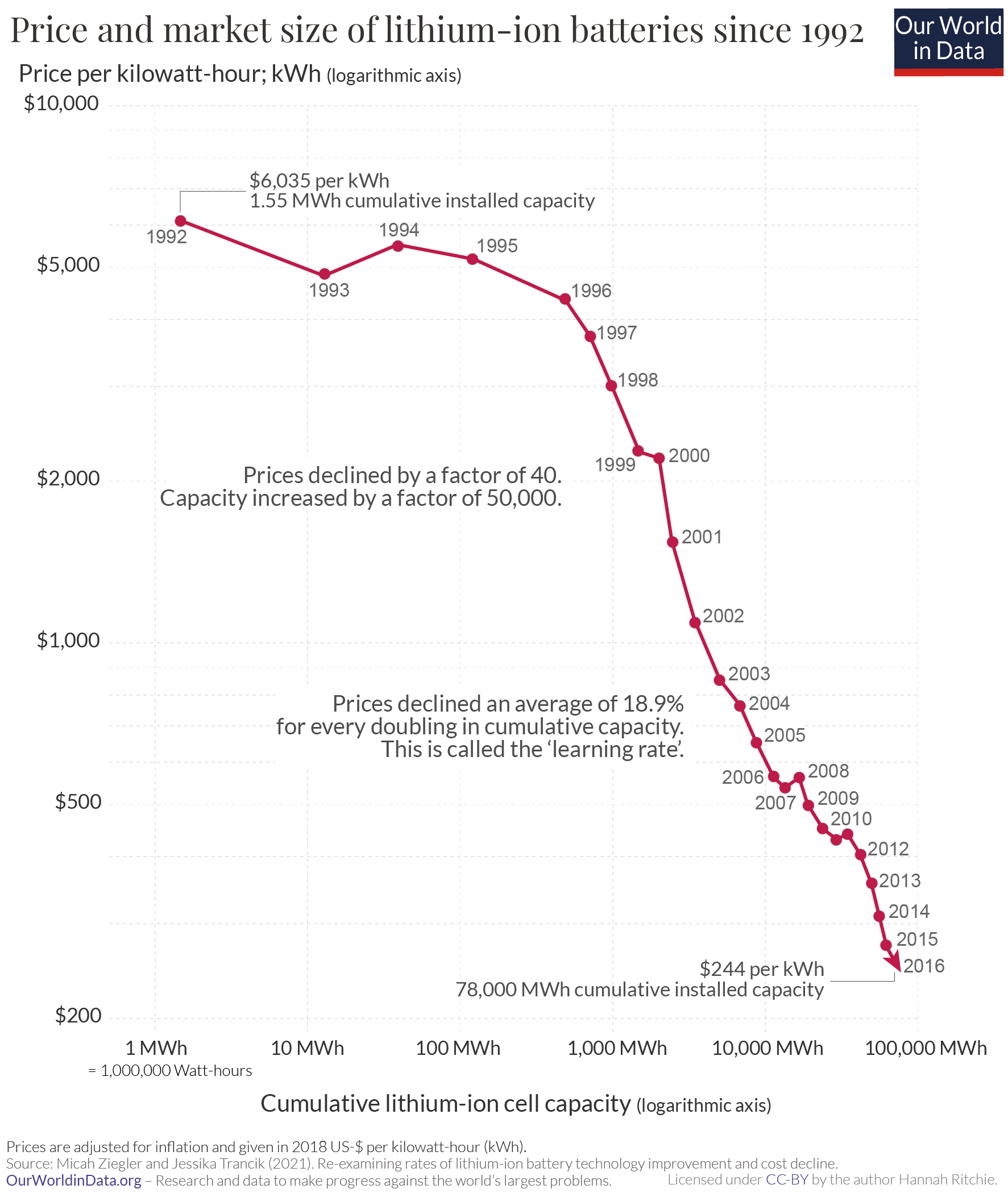
Curva de aprendizaje de las baterías de iones de litio: el precio de las baterías se redujo en un 97% en tres décadas.

Una batería de tracción es una batería eléctrica que impulsa el movimiento de un vehículo eléctrico o híbrido eléctrico. Se distingue de la batería de arranque, que permite alimentar el motor de arranque y el equipamiento eléctrico del vehículo.
Las baterías de tracción más utilizadas actualmente son las de iones de litio y para la unión de sus componentes suele utilizarse la soldadura por rayo láser.
Se trata de una tecnología que puede utilizarse en combinación con la electricidad renovable para optimizar la red eléctrica (V2G). Una batería de un vehículo puede recibir electricidad de la red o puede aportar electricidad a la red. Tanto la recepción como el aporte pueden ser gestionados por un software que optimiza este proceso, dependiendo de toda una serie de parámetros, entre los que destaca sobre todo el horario de uso del vehículo y la distancia a recorrer. Es un handicap que muchos automovilistas estarán dispuestos a soportar si ello les supone beneficios monetarios, ya que se podrá adquirir energía cuando es más barata (por la noche) y se podrá vender cuando es más cara (durante el día).

## Mayores fabricantes a nivel mundial
Para 2022 la fabricación de baterías para vehículos eléctricos a nivel mundial estaba concentrada en Asia, específicamente en tres países: China con el 56 % del mercado, Corea del Sur con el 26 % y Japón con el 10 % de dicho mercado.
La siguiente tabla muestra las 5 mayores empresas fabricantes a nivel mundial.
| Posición | Compañía           | % del mercado mundial | País de origen |
| -------- | ------------------ | --------------------- | -------------- |
| 1        | CATL               | 34 %                  | China          |
| 2        | LG Energy Solution | 14 %                  | Corea del Sur  |
| 3        | BYD                | 12 %                  | China          |
| 4        | Panasonic          | 10 %                  | Japón          |
| 5        | SK on              | 7 %                   | Corea del Sur  |

### Europa
A principios de 2022, la mayor fábrica europea de baterías de tracción se encontraba en Polonia y pertenecía a LG. Ése mismo año, Volkswagen anunció la construcción de su primera planta de baterías fuera de Alemania en Sagunto, siempre y cuando se le subsidiase unos €750 millones.

## Capacidad
Eléctricos
- Hyundai Ioniq: 38,3 kWh
- Hyundai Kona: 64 kWh
- BMW i3: 22 - 33 kWh
- Tesla Model S: 60 - 90 kWh
- BYD e6: 60 - 82 kWh
- Nissan Leaf: 24 - 30 kWh
- Renault Fluence Z.E.: 22 kWh
- Renault Twizy: 6 kWh
- Renault Zoe: 22 kWh
- Volkswagen e-Golf:  24 - 36 kWh
- Volkswagen XL1: 5.5 kWh

Híbridos enchufables
- Audi Q7 e-tron: 17 kWh
- BMW i8: 7 kWh
- BMW 330e iPerformance:  7.6 kWh
- Chevrolet Volt: 16 - 18 kWh
- Ford Fusion II / Ford C-Max II Energi: 7.6 kWh
- Fisker Karma: 20 kWh
- Porsche 918 Spyder: 6.8 kWh
- Toyota Prius III Plug-in: 4.4 kWh
- Volkswagen Golf GTE: 8.8 kWh

Híbridos no enchufables
- Chevrolet Malibu: 1.5 kWh
- Ford Fusion II / Ford C-Max II: 1.4 kWh
- Toyota Prius II: 1.3 kWh
- Toyota Prius III: 1.3 kWh